# هارى ريبور
هارى ريبور (بالألمانية: Harry Riebauer)‏ (و. 1921 – 1999 م) هو ممثل مسرحي، وممثل أفلام، وممثل تلفزي، ومؤدي أصوات ألماني، ولد في ليبيريتس، توفي في برلين، عن عمر يناهز 78 عاماً.

## وصلات خارجية
- هارى ريبور على موقع IMDb (الإنجليزية)
- هارى ريبور على موقع ألو سيني (الفرنسية)
- هارى ريبور على موقع أول موفي (الإنجليزية)
- هارى ريبور على موقع قاعدة بيانات الأفلام السويدية (السويدية)
- هارى ريبور على موقع قاعدة بيانات الفيلم (الإنجليزية)
- هارى ريبور على موقع كينوبويسك (الروسية)